# Louisiana (Missouri)
Louisiana é uma cidade localizada no estado americano do Missouri, no Condado de Pike.

## Demografia
Segundo o censo americano de 2000, a sua população era de 3863 habitantes. Em 2006, foi estimada uma população de 3831, um decréscimo de 32 (-0.8%).

## Geografia
De acordo com o United States Census Bureau tem uma área de 8,8 km², dos quais 8,1 km² cobertos por terra e 0,7 km² cobertos por água. Louisiana localiza-se a aproximadamente 138 m acima do nível do mar.

## Localidades na vizinhança
O diagrama seguinte representa as localidades num raio de 20 km ao redor de Louisiana.